# Дель Агила, Альфредо
Альфре́до де́ль А́гила Эстре́лла (исп. Alfredo del Águila Estrella; 3 января 1935, Мехико — 26 июля 2018, Мехико) — мексиканский футболист, участник чемпионата мира 1962 года.

## Биография

### Игровая карьера
Агила начинал карьеру в клубе «Некакса», в котором отыграл один сезон.
Затем он перешёл в «Толуку», за которую играл шесть сезонов, пока не перешёл в «Америку», с которой были связаны главные успехи в карьере, а именно Кубок Мексики 1965 года и чемпионский титул 1966 года. В этом же клубе он и завершил карьеру в 1967 году в возрасте 32 лет.
В составе сборной Мексики играл во всех трёх матчах на ЧМ-1962, а в матче с сборной Чехословакии, который закончился со счётом 3:1 в пользу мексиканцев он забил гол.

### Смерть
Скончался 26 июля 2018 года в Мехико в возрасте 83 лет.

## Достижения
«Америка» Мехико
- Чемпион Мексики (1): 1965/66
- Обладатель Кубка Мексики (1): 1965